# Šumarak
Šumarak (en serbe cyrillique : Шумарак ; en hongrois : Emánueltelep) est un village de Serbie situé dans la province autonome de Voïvodine. Il  fait partie de la municipalité de Kovin dans le district du Banat méridional. Au recensement de 2011, il comptait 161 habitants.

## Démographie

### Évolution historique de la population
| 1948 | 1953 | 1961 | 1971 | 1981 | 1991 | 2002 | 2011 |
| ---- | ---- | ---- | ---- | ---- | ---- | ---- | ---- |
| 233  | 231  | 192  | 241  | 168  | 109  | 180  | 161  |

|  |